# حكاية الرياضيات - عفريت الأرقام
كتاب حكاية الرياضيات: عفريت الأرقام - كتاب تضعه تحت الوسادة (بالألمانية: Der Zahlenteufel. Ein Kopfkissenbuch für alle, die Angst vor der Mathematik haben) هي رواية للأطفال والشباب الذين يستكشفون الرياضيات. وقد كتبت في الأصل في عام 1997 في ألمانيا من قبل هانس ماغنوس إنتزنسبيرغر وقامت بتصميم الرسومات روتراوت سوزان بيرنر. الكتاب يتحدث عن صبي صغير يدعى روبرت يكره الرياضيات كثيرا، ولكنه يبدأ في تعلمها بواسطة كائن خبيث يدعى «عفريت الأرقام» على مدى اثني عشر حلمًا.
وتلقى الكتاب مدحا كبيرا من النقاد وإشادة بأسلوبه البسيط في شرح الرياضيات. إستخدامه المتنوع والمميز للعديد من المصطلحات الرياضية الخيالية والأوصاف الإبداعية للمفاهيم جعل منه كتاباً مناسباً لكل من الأطفال والبالغين الذين يواجهون مشكلة في إستيعاب الرياضيات. كان عفريت الأرقام من أكثر الكتب مبيعا في أوروبا، وتُرجم إلى الإنجليزية من قبل مايكل هنري هايم. وقد قام بترجمته المترجم الدكتور عبدالحليم الحجاج  من اللغة الألمانية إلى اللغة العربية وتم نشره من قبل مؤسسة محمد بن راشد آل مكتوم في دبي وشرق غرب للنشر في بيروت سنة 2008.

## نبذة عن الكتاب
«العفرتة في اللعب بالأرقام مسألة في غاية البساطة» هكذا ينظر عفريت الأرقام للعمليات الحسابية. في حين يكره روبرت كل ما له علاقة بالرياضيات، ويتحمل مسؤولية ذلك أستاذه الذي يزعجه بواجبات وعمليات حساب مملة. لكن عفريت الأرقام يقتحم أحلام روبرت، وعبر رحلة مع الأرقام لاثنتي عشرة ليلة، يغير روبرت نظرته، ويجد أن في العمليات الحسابية شيئاً آخر، وأنها لعبة ممتعة مع أرقام تكشف عن عالم مدهش. لقد صار روبرت يستمتع بما يحلم به، وبحل الأحجيات التي تختزنها الأرقام التي تحولت إلى لعبة ذهنية مثيرة.

## المؤلف وقصته مع الكتاب
يعد المؤلف انز ماغنوس انتسنبيرغر من أشهر الكتاب والادباء في الادب الألماني منذ عام 1945. حصد جوائزعدة. منذ فترة وهو يؤلف كتباً للاطفال والناشئة، ولد عام 1929 في مدينة كاوفبويرن من ولاية بافاريا، ويعيش في الوقت الحاضر في مدينة ميونيخ عاصمة الولاية ويعد أشهر الكتاب والادباء في الادب الألماني حيث حصد جوائزعدة. أحدثها رواية«عفريت الأرقام» الذي صدرت منه ثمان طبعات من كتابه الذي يصفه الناشر الألماني بأنه «كتاب تحت الوسادة لجميع من يخاف من علم الرياضيات»
عزز إنتزنسبيرغر اهتمام الناس وشغفهم بالرياضيات والأرقام، على الرغم من أن وظيفته الأساسية لم تكن تكن تتعلق بمجال الرياضيات. في عام 1998، ألقى خطابا في المؤتمر الدولي لعلماء الرياضيات ينتقد عزل الرياضيات من الثقافة الشعبية. فقد قام بكتابة عفريت الأرقام بناءاً اقتراح من ابنة إنتزنسبيرغر «تيريزيا» التي تبلغ إحدى عشرة عاماً. ولأنه كان مستاء من الطريقة التي تُدرّس بها الرياضيات في المدارس، قرر الكاتب الألماني تدريس الرياضيات بطريقة مبتكرة. وقامت المصورة الألمانية روترات سوزان بيرنر بإنشاء العديد من الرسوم التوضيحية على صفحة كاملة، فضلاً عن رسومات صغيرة للكتاب. وتم نشر عفريت الأرقام لأول مرة باللغة الألمانية عام 1997. وقد لوحظ أن كتاب عفريت الأرقام قد تخلى عن الترميز التتقليدي الموحد، وبدلاً من ذلك أنشأ إنتزنسبيرغر مجموعة متنوعة من المصطلحات والرموز الخيالية للمساعدة في وصف المفاهيم الرياضية. على سبيل المثال، أشار للأس بمصطلح القفز، وأطلق على الأعداد غير النسبية الأرقام غير المعقولة. وقد قام بترجمة الكتاب من الألمانية للإنجليزية مايكل هنري هايم أستاذ في اللغات السلافية في جامعة كاليفورنيا. فقد كانت الترجمة صعبة للغاية حيث أنها تطلب اهتماما خاصا بالجانب الرياضي للكتاب. وأيضا كانت ضرورة استخدام الكلمات البسيطة المناسبة للجمهور المستهدف تمثل تحدياً كبيراً، حيث أن الجمهور المستهدف هو أطفال تتراوح أعمارهم بين الحادية عشر والرابعة عشرة. وتم إصدار النسخة الإنجليزية بعد ذلك عام 1998.
أشتهر الكتاب في جميع أنحاء أوروبا، وأصبح من أكثر الكتب مبيعاً في أسبانيا وألمانيا وهولندا the Netherlands, وإيطاليا. وحقق أيضا نجاحاً كبيراً في اليابان. وبعد النجاح الكبير الذي حققه عفريت الأرقام كتب إنتزنسبيرغر كتاباً آخر بعنوان «أين كنت يا روبرت؟» وهو يعد متابعة لنفس السلسلة ولكن يركز على تدريس التاريخ للأطفال بدلاً من الرياضيات. وقد ذكر الكاتب الألماني أنه لن يكتب المزيد من كتب لشباب، ولكن بدلا من ذلك وجّه جهوده نحو الشعر. Viva Media later published an لعبة تعليمية لعبة حاسوب، similarly titled The Number Devil: A Mathematical Adventure, based on the book. وقد أصدرت شركة فيفا ميديا في وقت لاحق لعبة تعليمية استنادا على فكرة الكتاب وتحمل نفس إسماً مشابهاً«عفريت الأرقام: مغامرة رياضية» وقد صدر من الكتاب نسخة مسموعة أيضاً.

## النقد الذي وجه للكتاب
أغلب ما تلقاه عفريت الأرقام من مراجعات من النقاد كانت إيجابية. كتب أستاذ الرياضيات جون ألين باولوس من جامعة تمبل مقال لصحيفة نيويورك ريفيو أوف بوكس، مشيدا بالكتاب حيث شبهه ب «قصة خرافية تختص بالأرقام ملهمة للأطفال». وبالمثل، مدح الكاتب المتخصص في الرياضيات مارتن غاردنر من صحيفة لوس أنجلوس تايمز ماقدمه إنتزنسبيرغر في الرياضيات «بمثل هذا الأسلوب الممتع.»  In a book review for بالتيمور صن, Michael Pakenham approved of the book's simplicity, writing, "it's not incomprehensible. Not for a minute." وفي مراجعة للكتاب في صحيفة بالتيمور صن، أشاد مايكل بكنهم ببساطة الكتاب والكتابة، أنها واضحة للغاية.
ولكن لم تكن كل المراجعات إيجابية. فقد نشر كل من ديبورا وينبرغ بول وهيومان باس من مجتمع الرياضيات الأمريكي مراجعات للكتاب من منظور حسابي. فعلى الرغم من أن كليهما أثنى على «الخيال الجذاب والمبتكر»، فقد وجدا العديد من المشكلات. فقد عاب بول وباس في الكتاب تصويره السلبي لمعلمي الرياضيات، وعرضه الواضح للرياضيات كسحر بدلا من الواقعية، وعدد من الانتقادات الأخرى. تيد ديوان الذي يكتب في ملحق التايمز التعليمي قال أن الطريقة التي كتب بها الكتاب «أكثر إقناعاً من النصوص العادية»، ولكن وجد أنه أقل ميلا إلى المغامرة مما كان يأمل. وانتقد أيضا استخدامه في تعليم الرياضيات، قائلاً «أظن أن هذا هو نوع لكتب المناسب جدا للبالغين ولكنه سيتم توجيهه عن طريق الخطأ للأطفال ظناً أنه سيكون جيدا بالنسبة لهم.»

## الجوائز التي حاز عليها الكتاب
حصلت الرواية على جائزة لوكس لكتب الأطفال وهي جائزة تمنحها مؤسسة جريدة «دي تسايت وراديو بريمن» كما أختيرت لتكون واحدة من أفضل سبعة كتب للقراء صغار السن، ورشحت لجائزة بيير باولو فيرجيريو وهي الجائزة الاوربية لكتب الأطفال.

## الترجمة العربية
صدرت عن مركز ديوان شرق غرب بالتعاون مع مؤسسة محمد بن راشد آل مكتوم رواية (عفريت الأرقام)  للكاتب الألماني انز ماغنوس انتزنسنبيرغر وتحرير الشاعر عبد الرزاق الربيعي. ضمن مشروع يهدف إلى ترجمة الآداب الألمانية إلى العربية وبالعكس. وقد قام بترجمتها المترجم الدكتور عبدالحليم الحجاج من اللغة الألمانية.